# Kara Hui
Kara Hui Ying Hung (chiń. 惠英紅; pinyin Huì Yīnghóng) (ur. 3 lutego 1960 w Guangdong) – chińska aktorka kung-fu.
Wypromowana przez Lau Kar Leunga, reżysera filmów kung-fu, rozpoczęła karierę drugoplanową rolą w filmie Leunga Liu A-Cai yu Huang Fei-Hong. Później brała udział w kolejnych filmach Lau, między innymi Feng hou. Za rolę Cheng-Tai Nan w filmie Walka z cieniem otrzymała nagrodę za najlepszą rolę kobiecą w pierwszej edycji gali Hong Kong Film Awards.
Kara Hui jest siostrą aktorki Austin Wai.

## Filmografia
- 1976: Liu A-Cai yu Huang Fei-Hong
- 1976: Feng hou
- 1981: Walka z cieniem
- 2004: Gong wu